# Doris Weller

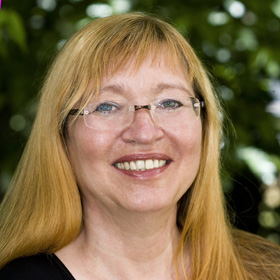
Doris Weller

Doris Beate Weller (* 2. Oktober 1952 in Würzburg; † 14. Juli 2013 in Nürnberg) war eine deutsche Malerin.

## Leben
Von 1970 bis 1974 belegte sie ein Studium der Malerei an der Werkschule Würzburg und 1980 bis 1985 ein Studium der Pädagogik, Soziologie, Psychologie an der Friedrich-Alexander-Universität Erlangen-Nürnberg mit Abschluss Magister.
Ab 1980 war sie freischaffende Künstlerin und beteiligte sich an der Gründung der freien Kunstschule „Kunstquartier“ in Nürnberg.
Die Lehre der Kunst spielte für Weller eine zentrale Rolle.
Im Kunstquartier standen daher die Schaffung einer pädagogisch fruchtbaren Situation, die individuelle Förderung und die praktische Hilfestellungen sowie die inhaltlich ausgewogene Mischung aus Kunsttheorie/-geschichte und handwerklichen Techniken im Vordergrund. 1995 erfolgte eine Zusammenlegung der Ateliers Klaus Neuper und Doris Weller.
Werke von Weller wurden in Galerien im In- und Ausland ausgestellt. Ihr späteres künstlerisches Werk wurde wie folgt charakterisiert:

„Ihre Vorgehensweise bei der Bildfindung wurde eine grundsätzlich andere, denn in der afrikanischen Kunst entsteht ein Bild nicht im Kopf, sondern Malen ist ein Prozeß, bei dem Bilder aus dem Unterbewußtsein ins Bewußtsein geholt werden: Kunst als Nahtstelle zwischen Bewußtsein und Unterbewußtsein, Verstand und Emotion, Kunst als Mittlerin zwischen den verschiedenen Bewußtseinsebenen und als Mittlerin zwischen den verschiedensten Kulturen.“

Bereits in den 1980er Jahren beteiligte Weller sich an Kultur- und Kunstprojekten in Nigeria. Weller lebte für eineinhalb Jahre in Nigeria und führte Projekte zur Erhaltung traditioneller Wandmalereien mit lokalen Künstlerinnen sowie Tanz- und Malworkshops mit internationalem Publikum durch. Hier ist unter anderem das 1992 vom Auswärtigen Amt geförderte Projekt Nka Enume zu nennen, bei dem Weller als Projektkoordinator fungierte. 1993 erfolgte die Gründung der Ama Dialog Foundation in Nigeria gemeinsam mit ihrem Mann, dem Musiker und Kulturwissenschaftler Meki Nzewi. In den Jahren 1997 bis 1999 entstand ein Projekt mit traditionellem Maskentheater auf dem Ama Dialog Compound in Nigeria. In den Jahren 1998 und 1999 führte Doris Weller gemeinsam mit dem Goethe-Institut Lagos eine internationale Konferenz über Lehmbau durch.
Zu Beginn der 2000er Jahre reduzierte sie ihre Tätigkeit als freischaffende Künstlerin und arbeitete als Heilerin im Bereich Geistiges Heilen und Radionik.

## Ausstellungen
1990–1995
- Galerie Forum, Nürnberg
- Philipsgalerie, Nürnberg
- Galerie Capillus, Nürnberg
- Otto-Richter-Halle, Würzburg
- Kunsthalle Zellingen
- Galerie in der Förstermühle, Fürth
- Galerie Raeder, Erlangen
- Studio Mc, Glasgow/Schottland
- Spring Gallery, Springfield/USA
- Townhall Dallas/USA
- Goethe-Institut, Lagos/Nigeria
- British Council, Enugu/Nigeria
- Nka Eri Centre, Nsugbe/Nigeria

1996–1997
- Iwalewa-Haus, Bayreuth
- Art Gallery, Lauf
- Galerie Bastian, München
- Galerie W, Gunzenhausen
- Centro Friulano Arti Plastice, Udine/Italien
- Kunstverein Erlangen
- Galerie Renate Treinen, Saarbrücken
- Galerie Peter Herrmann, Stuttgart
- Four Seasons Gallery, Wrightwood, USA
- Kultur im Klinikum Fürth, Fürth

1998
- Galerie Netolitzky / von Brandt, München
- Galerie Renate Treinen, Saarbrücken
- Atelier Brand, München

## Bibliographie

### Werkkataloge
- Doris Weller Malerei, Alfred Meyerhuber Skulpturen (1997). Katalog zur Ausstellung in der Galerie Peter Herrmann, Stuttgart, 33S. ISBN 3-00-001494-2

### Schriften
- Die Kunst der Lehre der Kunst am Beispiel Wassilij Kandinsky. (1988) Magisterarbeit, Friedrich-Alexander-Universität Erlangen-Nürnberg, 186 S.
- Zusammen mit Meki Nzewi: Earth view. Mural Painting And Decoration. (1992) Reads & Mark Ltd. In der Sammlung der Smithsonian Institution
- Zusammen mit Meki Nzewi: The Art of Mothers. (PDF; 897 kB) (1998) Glendora Review: African Quarterly on the Arts Vol. 2 No. 3. S. 75 ff.
- Zusammen mit Meki Nzewi: Science of art in African creative cosmos: the Igbo creative logic. (2014) LAP LAMBERT Academic Publishing, Saarbrücken, 212 S., ISBN 978-3-659-18106-1.